# 라이즈, 오토그래프 컬렉션
라이즈, 오토그래프 컬렉션(영어: RYSE, Autograph Collection)은 대한민국 서울특별시 마포구에 있는 호텔이다. 메리어트 인터내셔널의 브랜드 오토그래프 컬렉션의 호텔 중 하나다.
건축회사 미켈리스 보이드가 인테리어 전반을 맡아 건축하였으며, 2018년 개관했다.

## 역사
1984년 설립되었던 호텔 서교를 아주그룹이 1987년 인수하였다. 2015년에 리뉴얼 공사를 시작하였으며, 2018년 리뉴얼 공사를 마치고 메리어트 인터내셔널의 브랜드인 오토그래프 컬렉션으로 호텔명을 변경하였다.

## 시설
총 272개의 객실을 보유하고 있다. 식음 시설은 총 3개를 보유하고 있으며, 레스토랑, 카페, 바 각 하나씩 운영 중이다.